# Silurichthys phaiosoma
Silurichthys phaiosoma är en fiskart som först beskrevs av Bleeker, 1851.  Silurichthys phaiosoma ingår i släktet Silurichthys och familjen malfiskar. Inga underarter finns listade i Catalogue of Life.